# Achillea rupestris
Achillea rupestris là một loài thực vật có hoa trong họ Cúc. Loài này được Huter & al. mô tả khoa học đầu tiên năm 1878.